# Bible Black
Bible Black (バイブルブラック lit. La Biblia Negra?) es un videojuego de género hentai de ActiveSoft lanzado en 2000 y adaptado al anime por Milky Studio en 2001.

## Juego
El anime fue basado en un juego hentai (H-Game), llamado Bible Black, La Noche de Walpurgis, fue lanzado el 14 de julio del 2000, por ActiveSoft, la misma compañía que lanzó Discipline: Record of a Crusade y Cleavage, mientras que la traducción al inglés fue hecha por Kitty Media, el 3 de diciembre de 2006.
El juego versa sobre una escuela donde un grupo de alumnas practica la magia negra. El enrevesado argumento tiene gran cantidad de rutas posibles, cada una de ellos con un final diferente. Aparte del notable diseño de personajes, destacó por la gran cantidad de imágenes, su calidad, y la cantidad de variantes que presentaban estas. Además cuenta con dos poderosas armas the light y the dark.
Consta de 12 finales y 30 horas de juego (para tener todos los finales); uno de ellos relacionado con la historia del anime. El juego inicia el 20 de abril, diez días antes de la Noche de Walpurgis, y comienza al encontrar el libro, realizar favores y hacer caer a las chicas en los hechizos. Todas las escenas hentai pueden verse en un modo especial llamado Erotic Mode.

## Anime

### Bible Black: La Noche de Walpurgis (2001)
La serie original consiste en seis episodios. El protagonista de la historia es un joven estudiante que descubre un libro de magia negra (el epónimo Bible Black). El libro fue usado primero, hace doce años, por el club de magia del colegio, un grupo satánico encubierto (o de Practicantes de magia negra) de jovencitas que realizaban Hechizos y sacrificios para obtener sus metas. Magia y conjuros sexuales caracterizan estas series, aun cuando son usados para propósitos menos explícitos.

#### Episodios
- Bible Black: La Noche de Walpurgis (Night of the Walpulgiss)
- Capítulo 1 - Biblia Negra (Bible Black)
- Capítulo 2 - Biblia Negra (Bible Black)
- Capítulo 3 - Segundo Testamento (Second Sacrament)
- Capítulo 4 - Segundo Testamento (Second Sacrament)
- Capítulo 5 - Revelaciones (Revelations)
- Capítulo 6 - Revelaciones (Revelations)

#### Argumento
La historia inicia mostrando una escena hace doce años cuando un grupo de muchachas lleva a cabo una ceremonia de magia negra en la cual sacrifican a una joven. 
En la actualidad la historia presenta a Kurumi Imari y Taki Minase, compañeros de salón, vecinos y amigos desde la infancia. Minase hace poco ha comenzado a practicar la brujería. Un día, por diversión le da a una compañera un conjuro de amor para que el muchacho que le gusta se fije en ella; para su sorpresa poco después sorprenden a los jóvenes teniendo sexo de manera desenfrenada en los pasillos, solo logrando detenerlos cuando Rika Shiraki, presidenta del consejo estudiantil llega y pone orden, ganándose la atención de Minase quien decide usar el mismo conjuro con ella, transformándola así en su amante y esclava sexual.
Paralelamente, Reika Kitami, enfermera del colegio y hechicera hermafrodita, seduce y viola constantemente alumnas en busca de una muchacha virgen antes de la llegada de La Noche de Walpurgis, despertando así la desconfianza de Hiroko Takashiro, profesora de arte. 
Tras sostener relaciones sexuales con Rika, Minase es descubierto por Kaori Saeki, una compañera de salón fanática del ocultismo que desea conocer el origen de sus recientes habilidades para que ella y sus compañeras del club de magia obtengan ese poder. Tras invitarlo a su casa, y a cambio de sexo oral, Minase le revela que sus conocimientos provienen de un viejo libro que encontró en un salón abandonado, que resulta ser un libro de hechizos de magia negra, al parecer escrito desde hace muchos siglos. 
Ante la insistencia de la joven, Minase se marcha a su casa, donde lo espera Rika, con quien mantiene relaciones, pero es descubierto por Imari, que vuelve a su casa muy dolida ya que ama en secreto a su amigo. Tras este incidente, Minase intenta romper con Rika, pero por el poder del hechizo esta se niega a vivir sin él e intenta suicidarse, siendo salvada por la magia de Minase. Esto lo pone en evidencia frente a Reika Kitami, quien lo seduce y hechiza para que se transforme en su familiar. 
En este estado Minase le entrega a la enfermera a Saeki y al resto de su club, a quienes viola y transforma en sus esclavas. Posteriormente, Reika secuestra a Hiroko Takashiro y violándola junto a Minase, revela que es una venganza ya que Hiroko es la última miembro viva de un club de magia que existió hace doce años y que la usó como sacrificio humano, pero al no funcionar el ritual la líder hizo una carnicería de la que se salvó al asesinarla y pactar con el demonio. Tras esto Reika lleva a Hiroko y Rika al colegio para ser víctimas de una violación en masa; en esta situación son descubiertos por Imari, quien es secuestrada. 
Minase, que ha descubierto que cuando afloran sus sentimientos por Imari logra revelarse al control de Reika, se niega a participar en algo que involucre dañar a su amiga, pero es obligado por medio de hechizos a sodomizarla y ver como el resto de los discípulos y la misma Reika también lo hacen. Reika necesita una virgen para la noche de Walpurgis por lo que prohíbe otro tipo de violación a Imari, ya que planea intercambiar sus almas de forma que esa noche, fecha en que expira su pacto, sea Imari y no ella quien vaya al infierno.
Minase rescata a Hiroko y juntos planean una contraofensiva; pero como Reika es demasiado poderosa para atacarla directamente con magia, deciden usar un conjuro del libro que cancelará el efecto del ritual que llevará a cabo, así evitarán que intercambie su alma con Imari y el demonio se la llevará al infierno. En medio de sus planes son atacados por una celosa Rika, quien intenta asesinar a Minase pero es detenida por Hiroko. Una vez preparados alcanzan a Reika y el resto en el salón donde se reuniera el viejo grupo de brujería. 
Reika inicia la ceremonia violando a Imari a la vez que corta sus muñecas para que al terminar la joven muera y vaya al infierno, pero, mientras Hiroko detiene a los discípulos de Reika, Minase llega a ella y recita el conjuro pocos momentos antes que acabe el ritual, logrando liberar a sus compañeros de la magia con la muerte de la enfermera.
Tras los sucesos, todos los discípulos vuelven a su vida normal sin recordar nada; Minase e Imari comienzan una relación amorosa después que el joven escondiera nuevamente el libro en el viejo salón. La historia acaba cuando Saeki, quien sigue obsesionada con la idea de poseer el libro, entra al salón e intenta robar el manuscrito, pero es detenida por Imari, que revela que en su interior se encuentra el alma de Reika y ahora también es una bruja hermafrodita, por lo que usando sus poderes de magia negra destruye el libro y procede a violar a Saeki, riendo diabólicamente de placer al saberse dueña del cuerpo joven de Imari.

### Bible Black Gaiden (Bible Black: Origins) (2002)
Se lleva a cabo 12 años antes de los sucesos de Bible Black: La Noche de Walpurgis. Este título se desarrolla en dos episodios, que exploran los orígenes del grupo de hechicería de las jóvenes. 

#### Argumento
Los incidentes acaecidos doce años antes de la historia de Minase que involucraron el libro de magia negra son revelados. 
Hiroko Takashiro, en ese tiempo estudiante del colegio, intentó fundar un club de magia junto con Ríe y Saki, otras estudiantes. El club fue llamado Rose Cross, sin embargo el Consejo Estudiantil les negaría el permiso para funcionar, más por desprecio que por otra razón. Al mismo tiempo, Reika Kitami, en ese tiempo una alegre e inocente muchacha, llegaría recién transferida al colegio, despertando el interés de Nami Kozono la presidenta del Consejo quien la acosó e intentó intimar con ella sin su consentimiento, ganándose así su desprecio.
A pesar del fracaso organizando el club, Hiroko Takashiro y sus amigas deciden continuar con su pasatiempo por su cuenta, empezando por la traducción y estudio de un viejo texto extranjero que la estudiante Rie Morita, amiga de Hiroko, comprara en una tienda de antigüedades. Según lo que logran comprender, originalmente el libro se cree fue escrito en el periodo del oscurantismo por un monje francés.
Tras lograr traducir el libro, Hiroko y sus amigas deciden usarlo para vengarse del Consejo Estudiantil, empezando por Junko Mochida, quien cumplía el rol de secretaria y amante de Nami, y quien fuera la que les comunicara con burlas y desprecio el rechazo del permiso a su club; para ello realizan un hechizo que la hace masturbarse frente a todo el colegio en una ceremonia oficial y posteriormente hacen que Nami se enamore de Hiraya “Hiratani” Seiichi, el estudiante más desagradable y patético del colegio. 
Finalmente, Rose Cross ganaría respeto y poder al usar conjuros eróticos para comerciar favores, hechizando a sus compañeras para que aceptaran tener sexo con los estudiantes y profesores que pagaran al club para conseguirlo.
Tras algún tiempo, Hiroko libera del conjuro a Nami y esta es incluida en el club, regalándoles el salón donde Minase encontraría el libro dentro de doce años. Experimentando con el poder del libro, intentan invocar un demonio sacrificando un cachorro que Reika Kitami solía cuidar. Desgraciadamente el conjuro es contraproducente y el demonio viola a Hiroko enviándola al hospital. 
Nami utiliza la ausencia de Hiroko para convencer al resto del club que deben aprovechar la cercanía de La Noche de Walpurgis, una fecha mística y poderosa en el mundo de la magia negra, para hacer abrir la Puerta de Orkus que las conectará con el infierno y así pactar con Satanás a cambio de incrementar su poder, comprometiéndose a conseguir para ello un sacrificio a la altura. Así, engaña y secuestra a Reika, manteniéndola cautiva con la ayuda de unos matones a quienes ordena la sodomizen en venganza por negarse a sostener relaciones sexuales con ella. Si bien Nami les ordenó violarla, debían respetar su virginidad, pero sus hombres desobedecieron y la desvirgaron razonando que no habría forma que Nami se enterara.
Tras haber estado inconsciente en el hospital, Hiroko se percata que ya es la noche de Walpurgis y a sabiendas de lo que Nami intentará, trata de cancelar la ceremonia al comprender que se trataba de un poder imposible de manejar por personas como ellas, pero Nami, en venganza contra Hiroko, la ataca con un hechizo paralizador, la encierra y se proclama nueva líder.
Nami guía al club hacia un oscuro destino al intentar abrir la Puerta de Orkus utilizando a Reika como sacrificio, a quien aún creía virgen. Durante el ritual Nami inmola a Reika con una espada, pero al no ser virgen el portal no se abre totalmente y Nami intenta compensarlo asesinando a las amigas de Hiroko y al resto de los miembros del Rose Cross. 
Después que el portal se abre y cuando Nami está lista para el contrato con el Demonio, Reika, con sus últimas fuerzas toma la espada que le fue encajada y mata a Nami. Antes que Reika falleciera, el Demonio desde el portal le pregunta si desea pactar a cambio de salvar su vida, ella dice querer vivir y acepta hacer un pacto, transformándose en el súcubo hermafrodita que doce años después conocieran Imari y Minase.
Momentos más tarde, llega Hiroko, para encontrar que el ritual había concluido, todas las integrantes habían sido descuartizadas y la víctima del sacrificio, cuya identidad le era desconocida, había desaparecido. Finalmente se ve a una perturbada Reika caminando desnuda por las calles a la luz del amanecer mientras sonríe de forma maligna.

### Bible Black: La Lanza de Longinus
Sigue el argumento de la serie original. En los Estados Unidos es conocido como Bible Black: New Testament. y en Japón Shin Bible Black “La Lanza de Longinus”.

#### Argumento
Han pasado doce años desde la Noche de Walpurgis y todas las chicas del Club de Brujería se han graduado y se han abierto camino en el mundo. Tanto Shiraki como Saeki se convierten en profesoras de su escuela, mientras que Takashiro se hace monja budista. Imari se ha convertido en mujer policía y trabaja como investigadora psíquica en la división Tokken. Su equipo investiga una serie de horribles asesinatos que parecen haber ocurrido durante el momento en el que personas mantenían relaciones sexuales.
Curiosamente, los testigos ven una figura fantasmal en las escenas de los crímenes. Saeki reinicia el Club de Brujería con un nuevo grupo de chicas, pero al principio no está claro si están luchando o ayudando a Kitami. Mientras tanto, Imari y su subordinada de Tokken, Aki, se ven atrapadas en el atraco a un banco, llevado a cabo por ladrones ocultistas. Una ceremonia improvisada en el lugar de los hechos hace que Kitami se apodere de la poseída Imari. Como consecuencia, Imari roba la Lanza de Longinus que los ladrones buscaban en la cámara acorazada del banco.
Imari/Kitami ha encontrado a la virginal "Mujer Escarlata" en Aki. Se entrega a la ceremonia sexual con ella, utilizando la Lanza de Longinus. Mientras tanto, la figura fantasmal, identificada como Jody Crowley, y Takashiro, interfieren en la ceremonia, aunque con intenciones diferentes. La lanza queda alojada de forma permanente en la vagina de Aki, que pasa a ser el objetivo de las diversas fuerzas de la magia negra.
La ceremonia final llega a su clímax con las fuerzas de la magia negra de Imari/Kitami, y Jody Crowley, ambas compitiendo por la Mujer Escarlata. Los ataques vuelan por doquier, mientras Takashiro y el Capitán Yuge luchan por derrotar a ambos con la esperanza de poner fin a la ceremonia. Cuando Jody parece salir triunfante, la Lanza de Longinus reaparece de Aki y reanima el grimorio original, la Biblia Negra. El diablo emerge para llevarse las almas de contrato: Reika Kitami y Jody Crowley. En un último esfuerzo, Takashiro consigue sellar el grimorio mientras se lleva el alma de Jody, y Kitami consigue poseer el cuerpo de Jody en su lugar. La escena final parece tranquila, con todo el mundo contento con cómo han salido las cosas, pero durante la misma, aparecen en el salvapantallas del portátil de Aki varias imágenes de una amenazadora Kitami, dando a entender que, a pesar de todo, sigue estando viva.

## Especiales y reediciones

### Bible Black: La Lanza de Longinus (Fechas de salida)
- 2004-04-25 (Episode 1 - Revival)
- 2004-10-25 (Episode 2 - Reunion)
- 2005-03-25 (Episode 3 - Rule)
- 2005-10-25 (Episode 4 - Recollection)
- 2006-11-24 (Episode 5 - Rejection)
- 2007-12-25 (Episode 6 - Reproduction)

### Bible Black: Only (Bible Black: Forbidden Art) (2005)
Consiste en un grupo de escenas que se desarrollan durante y después de los acontecimientos de La Noche De Walpurgis. Consta de 2 capítulos.

### Bible Black Imari Special (2006)
Es un especial dedicado a Imari, de aproximadamente 10 minutos.

### Bible Black Remake (2006)
Un remake del cap. 3 de Bible Black: La Noche de Walpurgis, con escenas mejoradas debido a la calidad algo inferior y discrepancias en algunas escenas respecto a los episodios anteriores.

### Bible Black: La Lanza de Longinus Restored (2008)
Se lanzó a finales del 2008, son los 6 capítulos resumidos en uno solo sobre los acontecimientos de la trama, incluyen escenas inéditas del pasado de Jody Crowley con una duración de 2 horas.